# Bira (futebolista)
Ubiratan Silva do Espírito Santo, mais conhecido como Bira (Macapá, 20 de maio de 1955 — Macapá, 14 de setembro de 2020), foi um futebolista brasileiro, que atuava como atacante.
Ficou notabilizado nacionalmente por integrar o Internacional que foi campeão brasileiro de 1979, título que passados quarenta anos segue sendo o único vencido de modo invicto na competição bem como o último deste clube nela. Destacara-se também sobretudo no Remo, de onde chegara ao Rio Grande do Sul após ter alcançado naquele mesmo ano um recorde individual de gols em um único campeonato paraense (32).
Além dos títulos por Internacional e Remo, Bira também foi campeão estadual no rival remista, o Paysandu (em 1976), no Atlético Mineiro (em 1982) e no Náutico (em 1984); e da segunda divisão brasileira de 1983 pelo Juventus. Declararia que “eu sou campeão do Oiapoque ao Sul, e o que é que eu ainda quero mais? (...) Graças a Deus, em Belém do Pará, Rio Grande do Sul, Belo Horizonte, eu chego no estádio ovacionado. Isso me orgulha muito.”
Bira era irmão de outro amapaense de destaque nacional, Aldo, ídolo de Paysandu e Fluminense, integrante do elenco campeão brasileiro de 1984.

## Carreira de jogador

### Amapá e Paysandu
Bira começou em uma equipe do bairro macapaense do Trem, chamada de “Reminho”, disputando partidas no campo adjacente à Paróquia da Nossa Senhora da Conceição, onde a presença na missa era a condição para poder jogar. Com doze anos de idade, já era utilizado no time principal, conforme as necessidades pontuais, chegando a atuar até como goleiro. Aos 15 anos, passou ao Macapá, inicialmente na tarefa de roupeiro até ingressar aos 16 no time juvenil dos azulinos. Em 1972, foi campeão invicto do campeonato de aspirantes amapaense e no mesmo ano foi promovido ao time principal.
Ainda com 17 anos, ele foi protagonista involuntário da final do Campeonato Amapaense de Futebol de 1973, ao perder o pênalti que relegaria o Macapá ao vice-campeonato para o Amapá. Isso não impediu que em 1974 ele fosse testado pela Tuna Luso, mas sua contratação terminou não aprovada pelo treinador tunante Miguel Cecim. Seu grande momento com o Macapá, atuando ao lado do irmão Aldo, deu-se no primeiro Torneio Integração da Amazônia, marcando a melhor geração que o “Leão da FAB” teve – a ponto de a decadência azulina nos quarenta anos da conquista ser bastante lamentada pelo próprio Bira, em 2015: “o time já era o maior do Amapá e tinha tudo para ser um dos grandes do Norte, mas o Macapá parou no tempo, o futebol evoluiu e a equipe não. No estado só joguei no Macapá, cheguei a ser roupeiro antes de ser jogador e hoje sou um dos sócios do clube, mas não sei qual é a real situação do meu time. O presidente Wilson não deixa ninguém ajudar, quer fazer tudo sozinho e isso não está certo. Ainda tenho esperança que um dia o Macapá volte a ser o que era”.
Em 2003, o Macapá já se encontrava fora da primeira divisão estadual, sendo o único clube amapaense nesta condição incluído em lista de 500 clubes brasileiros elaborada em edição especial da revista Placar. O perfil dedicado ao Leão destacou Bira e Aldo como “os maiores do Macapá”. O título de 1975 referendou uma transferência dos irmãos ao Paysandu. Bira explicaria que “o Amapá era um celeiro. Como nós não tínhamos profissionais, tínhamos que ir para Belém desenvolver o nosso futebol”. Inicialmente, apenas Bira veio ao Paysandu, que trouxe do Macapá também o zagueiro Albano.
O Paysandu conseguiu encerrar no Campeonato Paraense de Futebol de 1976 uma série de títulos do rival Remo, no que também foi a única conquista estadual do “Papão” entre 1971 e 1980. Na campanha, Bira contribuiu com dois gols, no 1–0 sobre o Sporting e no 2–0 sobre o Santarém, ambos no segundo turno; o amapaense foi uma espécie de 12º jogador, pois a grande referência ofensiva bicolor era Roberto Bacuri. Ainda assim, interessou ao Remo; o Paysandu aceitou negocia-lo mediante o reconhecimento do rival pelo título estadual de 1971, ainda questionado judicialmente pelos remistas. Assim foi feito, em incomum troca de um jogador por um campeonato. A negociação também envolveu o valor de 50 mil cruzeiros, sendo intermediada pelo próprio presidente da Federação Paraense de Futebol e acertada em 31 de maio de 1977.

### Remo
Bira chegou ao Remo com a missão de suprir a lacuna deixada por Alcino, considerado o maior ídolo remista e cuja saída em 1976 para o Grêmio era vista como decisiva para propiciar o título do rival após o atacante ter simbolizado um tricampeonato azulino entre 1972 e 1975.
Inicialmente, Bira permaneceu na reserva também no estádio Evandro Almeida, tardando alguns meses para consolidar-se sob o técnico Joubert Meira. Mas já em 1977 destacou-se na reconquista estadual azulina naquele ano, na qual o Remo foi derrotado uma única vez em 23 jogos. O artilheiro do "Leão" foi Vilfredo, com 17 gols, mas Bira foi o vice-artilheiro do elenco com dez, dois deles em um 3–1 no Re-Pa válido pelo triangular decisivo com a Tuna Luso pelo segundo turno. Marcou também o segundo gol do 2–0 no Re-Pa finaldo certame, em vitória que assegurou o título. O atacante se consolidaria de vez no Brasileirão de 1977, onde foi o artilheiro do elenco azulino, com onze gols - três deles em um 4–1 sobre o Cruzeiro e outros dois sobre o goleiro Leão em um 3–0 no Palmeiras.
O Brasileirão de 1977 foi encerrado já no ano seguinte e na sequência começou um novo Brasileirão; já pelo edição de 1978, Bira destacou-se sobretudo ao marcar os cinco gols da vitória paraense de 5–1 sobre o futuro campeão do torneio, o Guarani. O duelo, já pela segunda fase do torneio, serviu como alerta aos campineiros antes do embalo destes rumo ao título. No segundo semestre de 1978, sobreveio um bicampeonato estadual seguido, onde o amapaense chegou a marcar oito gols em um só jogo, na vitória de 10-0 sobre o Liberato de Castro, terminando também na artilharia do certame, com 25 gols, que àquela altura já representavam um recorde individual na história da competição.  Dentre eles, o de um 1–1 no clássico com a Tuna, onde também marcou o único gol do duelo que valeu o segundo turno; três cada em 9-0 sobre o ARA e em 5–0 em outro duelo com o Liberato.
No Campeonato Paraense de Futebol de 1979, Bira manteve a fase artilheira. Marcou no Re-Pa que decidiu o primeiro turno o gol do título. A reação do rival foi trazer o astro Dadá Maravilha, que não impediu que o Remo também vencesse o segundo turno – marcado por um Re-Pa onde ambos marcaram os gols de empate em 1–1, no qual Bira, após inaugurar o placar em um cabeceio já no terceiro minuto de jogo, surpreendeu a todos ao comemorar abraçando o concorrente. Embalado por Dario, o Paysandu venceu os dois turnos seguintes, derrotando o rival nos dois Re-Pas seguintes, superou-se com uma vitória de virada. A concorrência entre Dario e Bira fez o torneio paraense ganhar repercussão nacional inédita.
Estimulado pela concorrência com Dario, Bira, que também chegou a marcar quatro gols em um 8–0 no Liberato de Castro no jogo seguinte a um 4–1 no Sport Belém no qual marcara três vezes, estabeleceria um novo recorde individual, de 32 gols, para uma única edição do torneio – a segunda melhor marca individual fora do próprio Dario (26). Durante a campanha, onde também marcou dois gols em um 3–0 sobre a Tuna já no quarto turno, o amapaense foi especulado por Santos e Flamengo e o negócio desfeito com os cariocas teria inclusive contribuído para um declínio momentâneo do atacante remista enquanto o Paysandu vencia os dois turnos finais. O campeonato terminou definido em um quadrangular final, com cada título de turno rendendo um ponto extra. A dupla Re-Pa juntou-se à Tuna Luso e ao Sport Belém.
Bira, no antepenúltimo minuto do clássico com a Tuna, marcou o único gol do duelo, vital para os cruzmaltinos correrem atrás dos dois pontos que tinham de desvantagem. A rodada final reservou mais um Re-Pa. Apesar do Paysandu abrir o marcador já no segundo tempo, o Remo conseguiu a vitória de virada, com Bira driblando o goleiro rival para marcar o gol do título. Em plena festa, teve seu acerto com o Internacional fechado, precisando sair às pressas das celebrações rumo ao aeroporto; o clube gaúcho, que tivera em Dario um grande ídolo em meados daquela década de 1970, consultara-o para avaliar a qualidade de Bira. A concorrência entre os artilheiros não impedira uma amizade e Dadá aconselhou o ex-clube a fechar o negócio. Na ocasião do falecimento do amapaense, Dario recordou com emoção: "Estou muito triste pela morte do Bira, que foi um jogador extraordinário, ele reinava em Belém. O Paysandu me contratou para ‘bater de frente’ com ele, que era o grande jogador daquele timaço do Remo. (...) Ficamos amigos e depois o Bira me ligou dizendo que eu poderia ajudá-lo a ir para o Internacional, clube que eu tinha sido artilheiro e bicampeão brasileiro. Liguei para o presidente do Inter e disse que assinava embaixo, que era goleador, meu amigo e ídolo. Falei que ele fazia gol por onde passava, então foi para o Inter e conquistou o campeonato brasileiro. Tenho certeza que o Bira está no céu, marcando muitos gols lá em cima. Sou teu fã".
Sem Bira, o Remo só voltaria a ser campeão paraense em em 1986 e ser um vencedor contínuo do torneio a partir do de 1989. Bira somou ao todo 115 gols pelo Leão, sendo o quinto maior artilheiro geral do clube, abaixo dos 132 do parceiro Mesquita, dos 154 de Quiba, dos 159 de Alcino e dos 163 de Dadinho. Embora seja o quinto, em maio de 2020, poucos meses antes do seu falecimento, Bira foi o centroavante eleito para o time remista dos sonhos.

### Internacional
Teria sido a transferência ao Internacional que segundo o próprio Bira rendeu-lhe o apelido de “Bira Burro”, diante da impressão de que ele teria recusado o Flamengo, embora a alcunhada tenha mais de uma versão de origem – todas igualmente questionadoras da inteligência do atacante. Ele estreou pelo novo clube no segundo jogo da vitoriosa campanha colorada no Brasileirão de 1979, inclusive marcando gol na vitória de 2–1 sobre o Santa Cruz. O mesmo jogo também marcou a estreia de Mário Sérgio pelo Inter.
Contudo, o amapaense calhou de fraturar um braço pouco depois. Ainda assim, contribuiria com ao todo sete gols na campanha, conseguindo recuperar-se a tempo de firmar-se na reta final entre os titulares. Reestreou inclusive marcando dois desses gols, em triunfo de 5–1 sobre o Rio Branco. Outro veio em triunfo providencial de 3–2 sobre o Cruzeiro dentro do Mineirão, em duelo no qual os gaúchos tinham Batista, Falcão e Valdomiro contundidos em campo. No jogo de volta da semifinal contra o Palmeiras, o amapaense forneceu a assistência para o gol de Jair no 1–1 perigoso, mas suficiente no estádio Beira-Rio. 
Ele voltou a dar assistências em cada jogo das finais contra o Vasco da Gama: no Maracanã, tabelou com Chico Spina para o colega marcar o segundo gol dele e do clube; Spina seria justamente o atacante buscado pelo Paysandu para retomar a hegemonia estadual na ausência de Bira. No segundo jogo, um cabeceio de Bira em disputa com dois adversários serviu para habilitar Jair de frente contra o goleiro Leão no lance do primeiro gol. O amapaense também contribuiu no segundo: sua dividida com Leão permitiu que a bola sobrasse para Falcão completar às redes.
No Inter, Bira ainda integrou o elenco vice-campeão da Taça Libertadores da América de 1980 e do título gaúcho de 1981, onde marcou seu único gol no Grenal, em triunfo de 2–1. A boa fase fez Bira acalentar esperanças de um chamado à seleção brasileira, mas lesões seguidas nos dois joelhos inviabilizaram o sonho. Elas também fizeram o clube emprestar-lhe por seis meses à equipe mexicana da Universidad de Guadalajara, o atual Tecos, antes de negocia-lo em definitivo com o Atlético Mineiro. Despediu-se como colorado após o Brasileirão de 1982, realizado no primeiro semestre, onde conseguiu o chamado hat trick em dois jogos seguidos: marcou três vezes em 6–1 no Taguatinga em 6 de fevereiro e outros três em 5–0 no Goiás quatro dias depois. Sempre declararia que "jogar no Inter é o paraíso".

### Final da carreira
No Atlético Mineiro, Bira disputou primeiramente o Torneio dos Campeões, onde chegou a marcar os dois gols de vitória por 2–1 sobre o antigo rival Grêmio. Posteriormente, integrou o elenco que garantiu em 1982 o tetracampeonato estadual seguido, marcando um gol em 2–1 no clássico com o Cruzeiro pela campanha. Permaneceu no “Galo” por um ano e meio, rumando ao Juventus, onde venceu a segunda divisão do Brasileirão de 1983. Marcou inclusive um dos gols das finais contra o CSA. Seguiu no bairro da Mooca também para o Paulistão de 1983, onde marcou seis gols.
Em 1984, ele retorno ao Rio Grande do Sul como reforço inicialmente do Novo Hamburgo, passando depois pelo Aimoré. Ainda naquele ano, Bira seguiu carreira no Náutico, integrando o elenco alvirrubro que em 1984 finalizou um jejum estadual de dez anos ao ser campeão pernambucano daquele ano. Ele destacaria em 2013 que “essa também foi uma importante conquista para mim. Fiquei apenas seis meses no Náutico, o suficiente para também contribuir”. Dali ele voltou ao Remo.
Permaneceu no "Leão" ao longo de 1985, mas com somente seis gols. Em 1986, passou ao Central de Caruaru e em 1987 esteve no Brasil de Pelotas, marcando gols em derrotas para a dupla gaúcha principal: 2–1 para o Internacional e os dois pelotenses no 3–2 do Grêmio. Antes de encerrar a carreira em 1989, Bira defenderia ainda Catuense, Saltense, Tiradentes do Ceará e por fim o Vila Nova de Castanhal.

## Após parar
Bira começou em 1989 uma carreira de treinador, inicialmente no Vila Nova de Castanhal, assumindo o cargo com o campeonato paraense daquele ano em andamento: no primeiro turno, ainda era jogador sob o comando do treinador José Maria Cunha, ao passo que no segundo já comandava os ex-colegas.
Passaria ainda por Pinheirense no Campeonato Paraense de Futebol de 1991; pelo Sport Belém no de 1992; novamente no Pinheirense no primeiro turno de 1993, chegando a alcançar um empate em 2–2 com o campeão Remo; no segundo semestre, assumiu a Tuna Luso para a Série B do Brasileirão daquele ano, que marcava a reestreia tunante na segunda divisão nacional.
Embora a "Águia" tenha vencido a Série C do ano anterior, contudo, atravessava severa crise econômica que colocara em risco a subsistência do próprio departamento de futebol. Sob Bira, os cruzmaltinos terminaram eliminados na primeira fase, fazendo o suficiente para não serem rebaixados. O ex-atacante veio a assumir o Paysandu no decorrer do segundo turno do estadual de 1994, substituindo João Avelino, sem impedir novo título remista após uma série de Re-Pas: 1–1 e 2–2 no segundo turno e 1–1 e derrota de 2–0 na decisão. Para o início do Brasileirão de 1994, na sequência, o treinador do "Papão" na Série A já era Mário Felipe dos Santos, o "Tata".
No ano de 1995, Bira treinou o Bragantino no campeonato paraense daquele ano, logrando um empate em 1–1 e uma derrota econômica de 1–0 contra o Remo, novamente o time campeão. No segundo semestre, voltou à Tuna para a disputa da Série B do Brasileirão de 1995, substituindo Nélio Pereira a partir da terceira partida. Conseguiu avançar até a segunda fase de grupos, chegando a vencer duas vezes por 2–0 o clássico com o Remo na primeira fase. Bira voltou ao Bragantino para o segundo turno do estadual de 1996, substituindo François Thijm.
Em 1998, Bira voltou ao Sport Belém para o campeonato paraense daquele ano. No estadual de 1999, treinou o Castanhal. No de 2000, voltou à Tuna, levando-a às fases finais do segundo turno, onde conseguiu um 1–1 no clássico com o Paysandu; porém, o rival terminaria decidindo o campeonato justamente contra o Castanhal.
Em 2002, o ex-atacante voltou ao Remo, agora como treinador, substituindo Júlio Espinosa após o insucesso do trabalho deste na Copa Norte daquele ano, vencida pelo rival Paysandu. No estadual de 2002, contudo, Bira não ficou até o fim do segundo turno, com a diretoria azulina contratando José Luiz Carbone para completar a campanha insatisfatória para a torcida, que viu os rivais Paysandu e Tuna decidirem o torneio.
Regressou ao Amapá, trabalhando ora como treinador de clubes locais - como o trabalho à frente do Amapá Clube em dupla técnica com o irmão Aldo entre 2004 e 2005, também tendo treinado São José e Ypiranga, que em julho de 2020 mobilizou-se junto ao Remo para arrecadar fundos ao tratamento do ídolo contra um câncer de fígado; ora como gestor público, sendo o responsável pelo estádio Zerão entre maio e novembro de 2012; e ainda como comentarista esportivo ou diretor de clubes em Macapá. Faleceu em 14 de setembro de 2020 por complicações do câncer descoberto em janeiro, sendo velado no plenário Assembleia Legislativa do Amapá.

## Títulos
Macapá
- Torneio Integração da Amazônia: 1975[2]

Remo
- Campeonato Paraense: 1977, 1978, 1979.

Internacional-RS
- Campeonato Brasileiro: 1979
- Campeonato Gaúcho: 1981

Atlético-MG
- Torneio de Bilbao: 1982
- Campeonato Mineiro: 1982